# 11112 Cagnoli
11112 Cagnoli è un asteroide della fascia principale. Scoperto nel 1995, presenta un'orbita caratterizzata da un semiasse maggiore pari a 2,9305002 UA e da un'eccentricità di 0,2309864, inclinata di 15,24261° rispetto all'eclittica.
L'asteroide è dedicato all'astronomo italiano Antonio Cagnoli.